# Benigno Rezusta Avendaño
Benigno Rezusta Avendaño, né à Saint-Sébastien (Guipuscoa) le 18 février et mort à Madrid le 17 mai 1895, est un homme politique espagnol, élu député au Congrès pour le district de Tolosa en 1871 et 1891.